# Ducat de Friedland

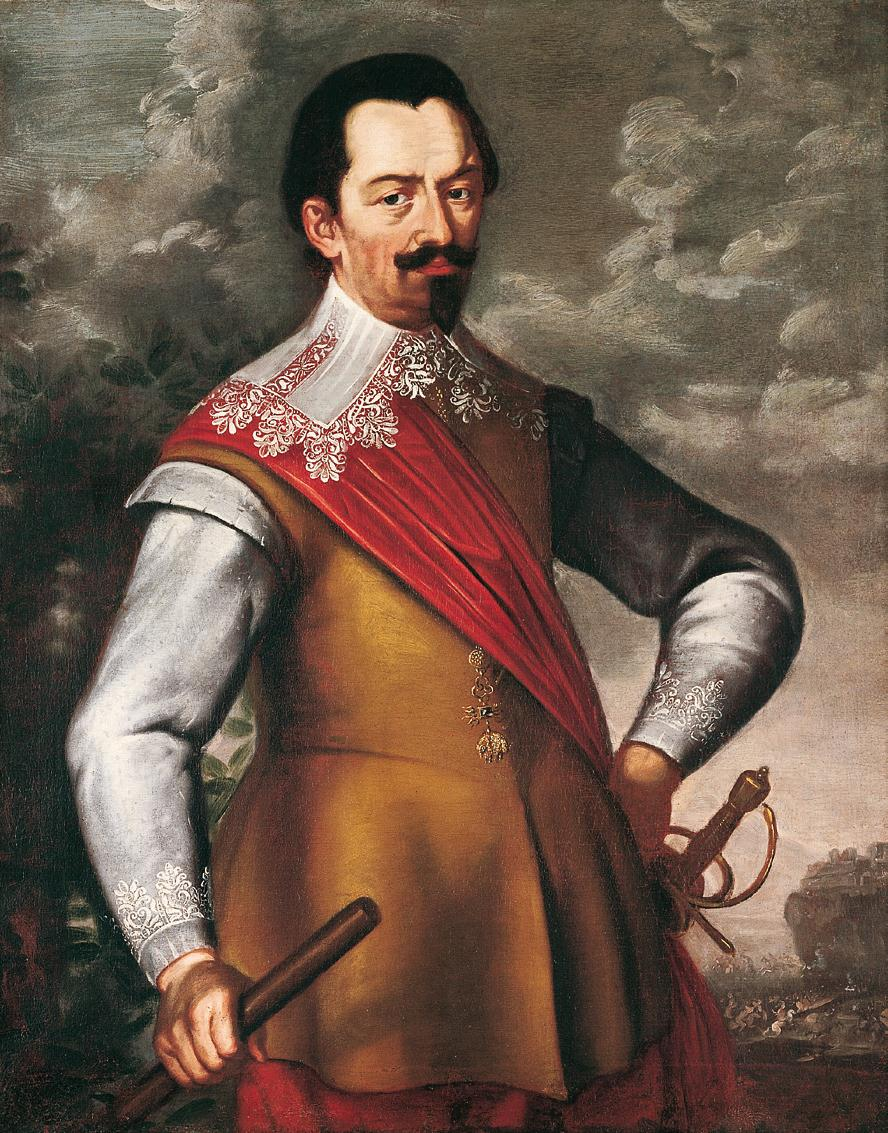
El Generalíssim Albrecht von Wallenstein

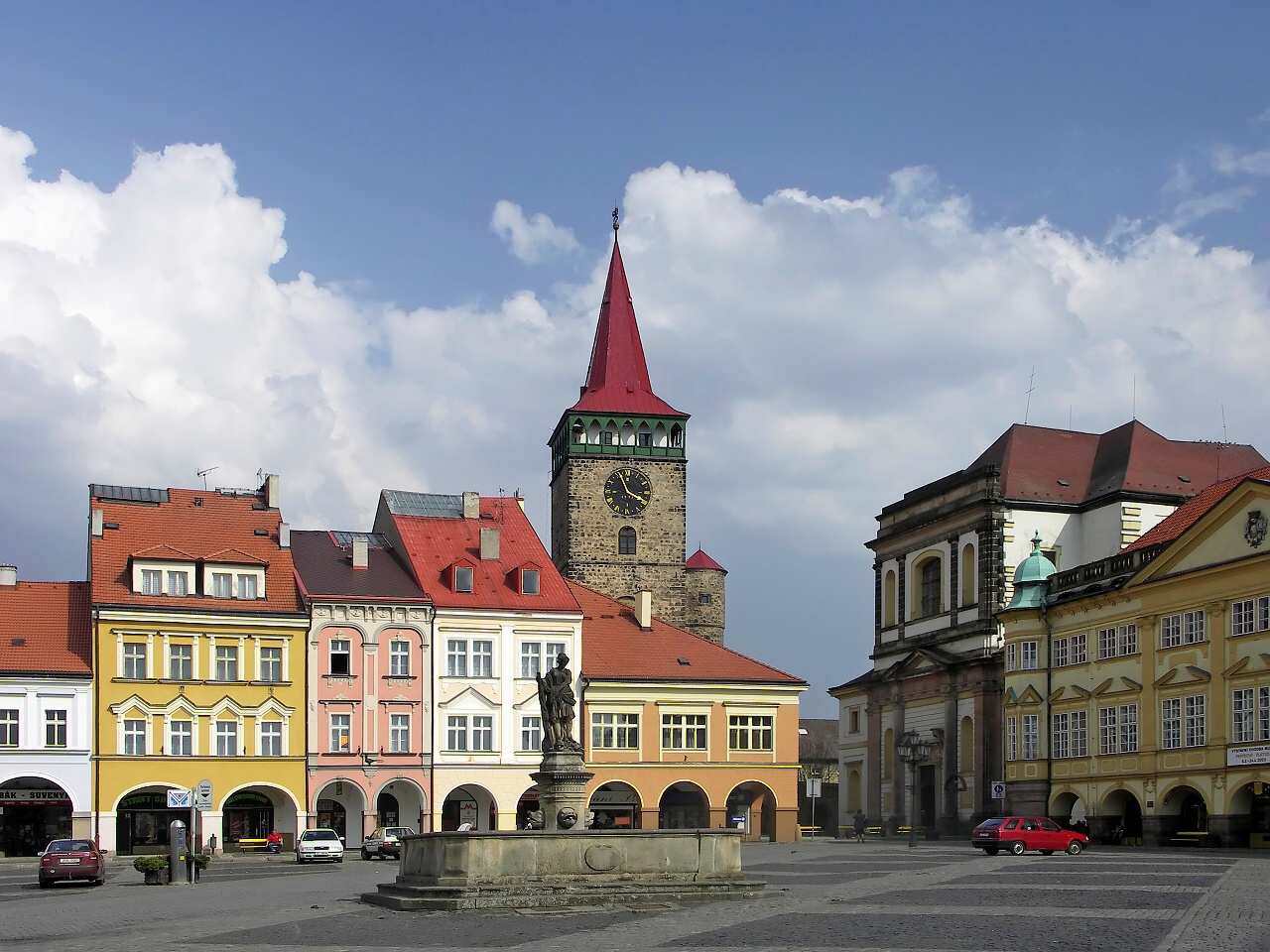
Jičín

El Ducat de Friedland (en txec: Frýdlantské vévodství, en alemany: Herzogtum Friedland) va ser de facto un ducat sobirà de Bohèmia. Va ser creat l'any 1627 i va desaparèixer eln 1634, després de la mort del seu governant, Albrecht von Wallenstein (1582 - 1634). Va ser precedit pel Principat de Friedland (txec: Frýdlantské knížectví, alemanyn: Fürstentum Friedland) que va existir entre els anys 1624 a 1627.
L'agost det 1622 Wallenstein va obtenir els títols de Comte Palatí (falckrabě, Pfalzgraf) i Comte Imperial (hrabě, Graf). Deriva de la població bohèmia Frýdlant (Friedland) adquirida per Wallenstein el 1621.
Aquest nou ducat va ser independent de facto de la resta de Bohèmia. Wallenstein va iniciar una ambiciosa reconstrucció de la capital del ducat, Jičín. El 1628 obtingué el dret d'encunyar les seves pròpies monedes i el dret de donar títols de noblesa i privilegis a les ciutats.
Després de la mort per assassinat de Wallenstein (1634) la major part del ducat va ser donada al Comte Matthias Gallas i es va anul·lar el seu estatus d'independència.